# Nazionale maschile under 15 di football americano della Svezia
La nazionale di football americano Under-15 della Svezia è la selezione maschile di football americano della SAFF, che rappresenta la Svezia nelle varie competizioni ufficiali o amichevoli riservate a squadre nazionali Under-15.

## Dettaglio stagioni

### Riepilogo partite disputate

#### Prima formazione
| Anno | Luogo  | Evento                                               | Fase del torneo | Incontro             | Risultato |
| 2011 | Canton | USA Football Under-15 International Development Week |                 | Stati Uniti - Svezia | 35 - 0    |

#### Squadra di sviluppo
| Anno | Luogo  | Evento                                               | Fase del torneo | Incontro                       | Risultato |
| 2011 | Canton | USA Football Under-15 International Development Week |                 | Stati Uniti Dev. - Svezia Blue | 28 - 0    |

## Confronti con le altre Nazionali
Questi sono i saldi della Svezia nei confronti delle Nazionali incontrate.

### Saldo negativo
| Nazionale   | Giocate | Vinte | Pareggiate | Perse | PF | PS | Ultima vittoria | Ultimo pari | Ultima sconfitta |
| ----------- | ------- | ----- | ---------- | ----- | -- | -- | --------------- | ----------- | ---------------- |
| Stati Uniti | 1       | 0     | 0          | 1     | 0  | 35 | -               | -           | 2011             |